# Siegfried von Quast-Radensleben
Siegfried von Quast-Radensleben (* 18. September 1842 in Berlin; † 31. Oktober 1887 in Eskişehir) war ein deutscher Rittergutsbesitzer, Verwaltungsbeamter und Parlamentarier.

## Leben

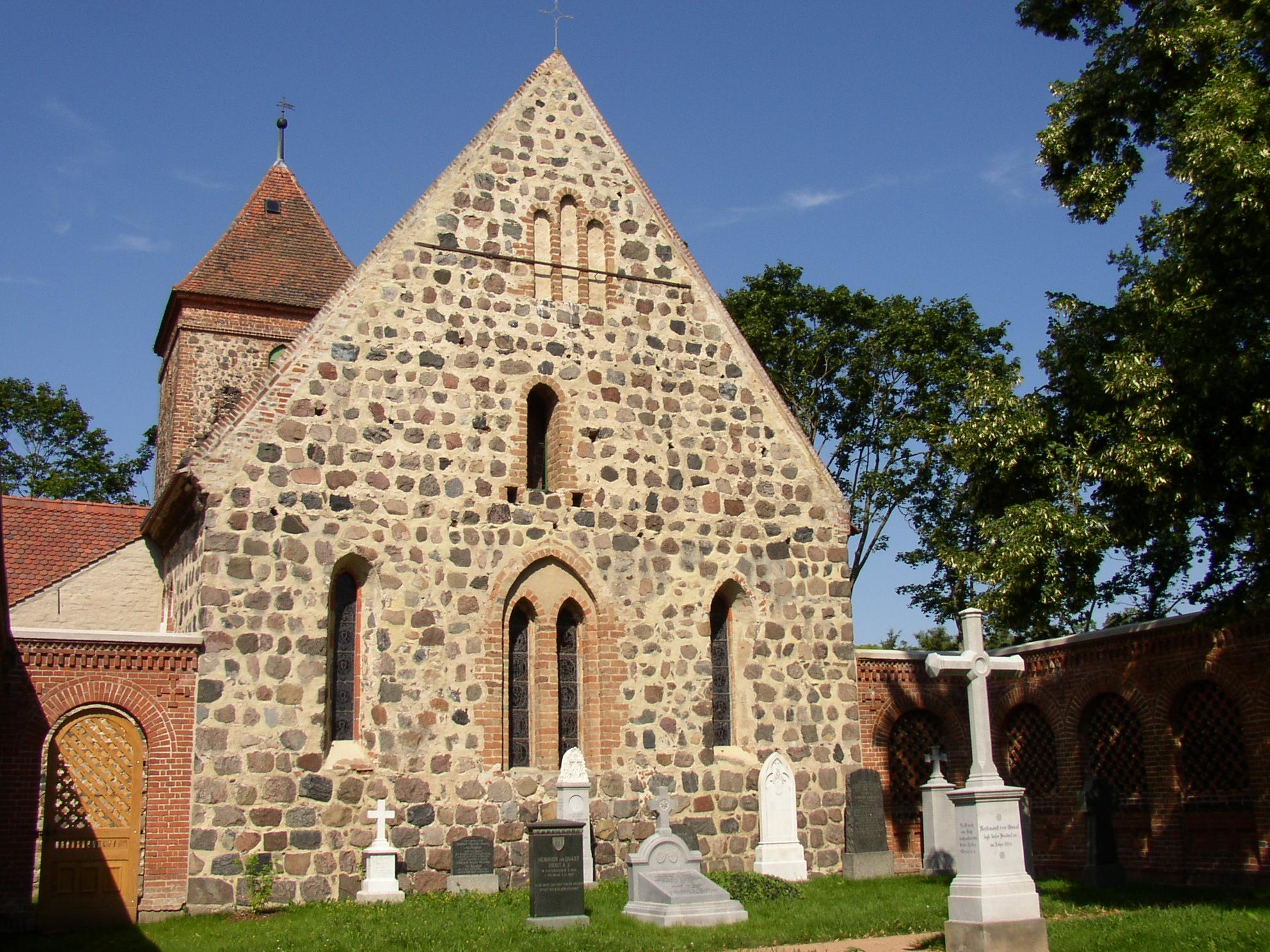
Campo Santo in Radensleben

Siegfried von Quast-Radensleben war der älteste Sohn von Ferdinand von Quast. Er studierte an der Rheinischen Friedrich-Wilhelms-Universität und der Friedrich-Wilhelms-Universität zu Berlin Rechtswissenschaften. Er wurde im Corps Palatia Bonn (1862) und im Corps Marchia Berlin (1863) 1863 recipiert. Nach den Examen trat er in den preußischen Staatsdienst ein. 1874–1887 war er Landrat im Kreis Ruppin. Er war Erbherr des Rittergutes Radensleben, heute ein Ortsteil der Stadt Neuruppin.
Von 1879 bis zu seinem Tod 1887 saß Quast als Abgeordneter des Wahlkreises Potsdam 2 (Ruppin, Templin) im Preußischen Abgeordnetenhaus. Er gehörte der Fraktion der Konservativen Partei an. Während des gesamten Zeitraums war er Schriftführer des Parlaments.
Quast starb auf einer Reise durch Kleinasien. Seine letzte Ruhe fand er auf dem Campo Santo in Radensleben, den 1854 sein Vater angelegt hatte.